# Triaenodes assimilis
Triaenodes assimilis is een schietmot uit de familie Leptoceridae. De soort komt voor in het Oriëntaals gebied.